# Granulom
Granulom (från lat. granulum = litet korn och grek. -oma = tumör) är det medicinska namnet på en svullnad som helt enkelt har kornigt utseende. I synnerhet används begreppet om nybildad inflammatorisk vävnad eller bindväv med tät kärlväxt.
En kronisk inflammation som präglas av en organiserad reaktion med makrofager, epiteloidceller och ibland jätteceller som bildar noduliformation. 